# Veurne (huyện)
Huyện Veurne (tiếng Hà Lan: Arrondissement Veurne; tiếng Pháp: Arrondissement de Furnes) là một trong tám huyện hành chính ở tỉnh Tây Flanders,  Bỉ. Huyện này vừa là huyện hành chính và huyện tư pháp. Tuy nhiên,  huyện tư pháp Veurne cũng bao gồm tất cả các đô thị ở huyện Diksmuide.

## Các đô thị

### Huyện hành chính

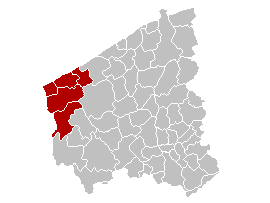

Huyện hành chính Veurne bao gồm các đô thị sau:
- Alveringem
- De Panne
- Koksijde
- Nieuwpoort
- Veurne

### Huyện tư pháp
The Huyện tư pháp Veurne bao gồm các đô thị của huyện hành chính Veurne và Diksmuide.
- Alveringem (Veurne)
- De Panne (Veurne)
- Diksmuide (Diksmuide)
- Houthulst (Diksmuide)
- Koekelare (Diksmuide)
- Koksijde (Veurne)
- Kortemark (Diksmuide)
- Lo-Reninge (Diksmuide)
- Nieuwpoort (Veurne)
- Veurne (Veurne)